# 白沙镇 (成都市)
白沙镇，是中华人民共和国四川省成都市双流区曾经下辖的一个镇。2019年12月，撤销新兴镇、白沙镇，设立新兴街道。

## 行政区划
白沙镇撤销前下辖以下地区：
白沙场社区、白沙村、百合村、盛华村、梅家村、茅香村、川心村、团山村和简华村。